# Liten Skär
Liten Skär är en tecknad barnboksfigur skapad av Stina Wirsén. Den är huvudperson i en bokserie utgiven från 2006 till 2014, med samlingsvolymen En liten skär och alla bråkiga brokiga. Den figurerar även i den animerade novellfilmen Liten Skär och alla små Brokiga (2012).
Efter att filmen gavs ut, har figuren Lilla Hjärtat kritiserats för att vara en stereotyp och möjligen rasistisk nidbild av en svart afrikan.